# هوندسدورف
هوندسدورف (به آلمانی: Hundsdorf) یک شهر در آلمان است که در وستروالدکرایس واقع شده‌است. هوندسدورف ۴۳۰ نفر جمعیت دارد.